# Daulala (Dorf)
Daulala (Dau lala, Daulalan) ist ein osttimoresisches Dorf im Suco Fahiria (Verwaltungsamt Aileu, Gemeinde Aileu).

## Geographie
Die Aldeia Daulala bildet die Nordspitze des Sucos Fahiria und erinnert auf der Landkarte in seiner Form an den Buchstaben „C“. In der südlichen Spitze des „Cs“ liegt das Dorf Daulala. Hier befindet sich der Sitz der Aldeia. Die Straße von Namolesso im Süden in Richtung der Landeshauptstadt Dili im Norden, führt durch Dauala. Bis 2015 gehörte Daulala noch zum Suco Fahisoi.
Südlich liegt in nächster Nähe der größere Ort Lequidoe im Suco Fahisoi. Der nächste Ort an der Straße in Richtung Dili ist in etwa einem Kilometer Entfernung Aitoi im Suco Maumeta.